# Атанов, Егор Васильевич
Егор Васильевич Атанов (род. 28 апреля 1964, Бодяково, Белгородская область) — российский политик, представитель от законодательного (представительного) органа государственной власти Тульской области в Совете Федерации ФС РФ (2009—2014), заместитель председателя Комитета Совета Федерации по образованию и науке, член Комиссии Совета Федерации по естественным монополиям. Является секретарём регионального политсовета партии «Единая Россия». С июня 2015 года работает генеральным директором ООО «Промдизайн». Депутат Тульской областной Думы с сентября 2019 года.

## Биография
Родился 28 апреля 1964 года в селе Бодяково Белгородской области.
В 1990 году окончил Тульский государственный педагогический университет имени Л. Н. Толстого, получил специальность преподаватель начального военного обучения и физического воспитания.
В 1999 году окончил Всероссийский заочный финансово-экономический институт по специальности бухгалтерский учет и аудит.

### Профессиональная деятельность
В марте 1983 года начал работать электромехаником производственного объединения «Завод имени Малышева».
В 1983—1985 годах проходил срочную службу в рядах вооруженных сил СССР, служил в Афганистане.
В сентябре-ноябре 1985 года работал электромехаником Тульского машиностроительного завода.
После завершения учебы в Тульском государственном педагогическом университете в 1990 году работал начальником деревообрабатывающего цеха Молодежного производственного объединения «Импульс» Тульского обкома ВЛКСМ.
С октября 1991 года по январь 1995 года был генеральным директором НПО «Тулбытсервис».
С января 1995 года по июль 2001 года занимал посты сотрудника службы безопасности, а затем заместитель директора научно-производственного центра «Арктоус».
С августа 2001 года по февраль 2002 года являлся заместителем директора компании ООО "Торгово-производственное объединение «Егорьевский».
С марта 2002 года по август 2004 года занимал должность заместителя директора ООО «Промдизайн».
С сентября 2004 года по май 2005 года на посту исполнительного директора ООО "Торгово-производственное объединение «Егорьевский».
С мая 2005 года по июнь 2005 года был на посту заместителя директора ООО "Торговый дом «Тульский мясокомбинат».
С июля 2005 года по октябрь 2009 года являлся заместителем генерального директора ООО «Тульский мясокомбинат».
С сентября 2014 года по июнь 2015 года занимал должность заместителя генерального директора ООО «Промдизайн».
С июня 2015 года по настоящее время занимает должность генерального директора ООО «Промдизайн».
В сентябре 2019 года был избран депутатом Тульской областной думы VII созыва.

### Деятельность в Совете Федерации РФ
В декабре 2009 года был избран в состав Совета Федерации РФ, где стал представлять законодательный (представительный) орган государственной власти Тульской области. Во время работы в Совете Федерации входил в состав разных комитетов: С февраля по июнь 2010 был членом Комитета Совета Федерации по образованию и науке, с января 2010 года по ноябрь 2011 года был членом Комиссии СФ по естественным монополиям, с июня 2010 по ноябрь 2011 являлся заместителем председателя Комитета Совета Федарации по образованию и науке, а с ноября 2011 года по октябрь 2014 года был членом Комитета Совета Федерации по Регламенту и организации парламентской деятельности.

## Собственность и доходы
Согласно данным антикоррупционной декларации за 2020 год Егор Атанов заработал за год 139 719 209,08 рублей, а его супруга 2 117 013,85 рублей. В собственности у Атанова 5 земельных участков площадью 897 м² , 4200 м², 5347 м², 8215 м² и 40606 м². Последней участок в долевой собственности. Также за депутатом записан жилой дом площадью 347.5 м² и две квартиры площадью 43.7 м² и 145.8 м², машиноместо 16.6 м² и нежилое помещение площадью 24.6 кв. м.
Супруга депутата имеет в собственности земельный участок площадью 2412 м², две квартиры площадью 83.1 м² и 145.8 м². Также за ней записан гараж, 24.3 м², находящийся в долевой собственности и два транспортных средства автомобиль легковой MINI Cooper all 4 count 2016 года выпуска и Volkswagen Phaeton 2012 года выпуска.

## Награды и благодарности
- «Орден Красной звезды»[3],
- Медаль «Воину-интернационалисту»[3],
- Юбилейная медаль «70 лет Вооруженных сил СССР»[3],
- Медаль «За отвагу и мужество»[3],
- Медаль Министерства обороны СССР «Генерал Армии Маргелов»[3],
- Почетная грамота Совета Федерации Федерального Собрания Российской Федерации[3],
- Благодарность Председателя Совета Федерации Федерального Собрания Российской Федерации[3],
- Медаль «Совет Федерации 15 лет»[3],
- Медаль «За особый вклад в развитие Тульской области»[3].